# Emma Hippolyte
Emma Hippolyte, OBE là một chính trị gia người Saint Lucia, người đại diện cho khu vực bầu cử của đảo nhỏ Gros cho Đảng Lao động Saint Lucia từ năm 2011 đến 2016. Bà là Bộ trưởng Thương mại, Phát triển Kinh doanh, Đầu tư và Người tiêu dùng. Cô đã giành được ghế trong cuộc tổng tuyển cử năm 2011. Hippolyte là một thành viên của Thượng viện Saint Lucia. Cô đã mất ghế đảo nhỏ trong cuộc tổng tuyển cử năm 2016.
Hippolyte đã được trao giải OBE năm 2006 cho các dịch vụ cho chính phủ và dịch vụ công cộng.
Năm 2017, cô đã thúc giục một cuộc thăm dò vào thịt bò được nhập khẩu từ Brazil.